# Pseudofortuynia esfandiarii
Pseudofortuynia esfandiarii är en korsblommig växtart som beskrevs av Ian Charleson Hedge. Pseudofortuynia esfandiarii ingår i släktet Pseudofortuynia och familjen korsblommiga växter. Inga underarter finns listade i Catalogue of Life.